# Нікітіна Лідія Михайлівна
Лідія Михайлівна Нікітіна (нар. 16 листопада 1934, місто Саки, тепер Автономної Республіки Крим) — українська радянська діячка, старша апаратниця Сакського хімічного заводу Кримської області. Депутат Верховної Ради УРСР 8—9-го скликань. 

## Біографія
Народилася в родині робітника.
З 1952 року — учениця контролера, контролер відділу технічного контролю, лаборантка цеху, у 1963—1970 роках — апаратниця, старша апаратниця цеху, начальник зміни Сакського хімічного заводу Кримської області.
Освіта середня спеціальна. У 1962 році без відриву від виробництва закінчила Харківський хіміко-механічний технікум.
Член КПРС з 1964 року.
З 1970 року — старша апаратниця Сакського хімічного заводу імені 50-річчя Радянської України Кримської області.
Потім — на пенсії в місті Саки Автономної Республіки Крим.

## Нагороди
- ордени
- медаль «За доблесну працю. В ознаменування 100-річчя з дня народження Володимира Ілліча Леніна» (1970)
- медалі